# Emilie de Ravin
Emilie de Ravin (* 27. prosince 1981 Mount Eliza) je australská herečka, která se narodila ve státě Victoria.
Již od svých devíti let tvrdě dřela balet, za pár let se dostala do elitní školy baletu. Zde účinkovala v představeních s Australskou baletní společností (Australian Ballet Company) a taneční skupinou Danceworld 301. Později studovala herectví na Australském národním institutu divadelních umění (National Institute of Dramatic Art) a také spolupracovala s Prime Time Actors Studio v Los Angeles.
Má dvě starší sestry. Zasnoubila se s Joshem Janowiczem. Vzali se 19. června 2006 v Melbourne v Austrálii za přítomnosti nejbližších přátel. S manželem se rozvedla v roce 2014.
S přítelem Ericem Bilitchem má dceru Vera Audrey de Ravin-Bilitch narozenou 12.3.2016.
Nejvíce ji proslavila role Claire Littleton v seriálu Ztraceni.

## Filmografie
- Beastmaster – 1999
- Roswell – 1999
- Ztraceni (Lost) – 2004
- Brick – 2005
- Hory mají oči (Hills Have Eyes) – 2006
- Nezapomeň na mě (Remember me) – 2010
- Once Upon a Time – 2011